# Futsal-Ozeanienmeisterschaft 1996
Die Futsal-Ozeanienmeisterschaft 1996 fand in Port Vila, der Hauptstadt des Pazifikstaates Vanuatu, vom 3. August bis zum 8. August 1996 statt. Es war die zweite Meisterschaft.
Australien wurden zum zweiten Mal Meister und hatte sich mit dem Gewinn für die Futsal-Weltmeisterschaft 1996 in Spanien qualifiziert.

## Spiele
| Pl. | Verein     | Sp. | S | U | N | Tore    | Diff. | Punkte |
| --- | ---------- | --- | - | - | - | ------- | ----- | ------ |
| 1.  | Australien | 6   | 6 | 0 | 0 | 069:800 | +61   | 18     |
| 2.  | Vanuatu    | 6   | 3 | 1 | 2 | 026:210 | +5    | 10     |
| 3.  | Fidschi    | 6   | 2 | 1 | 3 | 026:310 | −5    | 07     |
| 4.  | Westsamoa  | 6   | 0 | 0 | 6 | 017:780 | −61   | 0      |